# St. Peter (Köln)

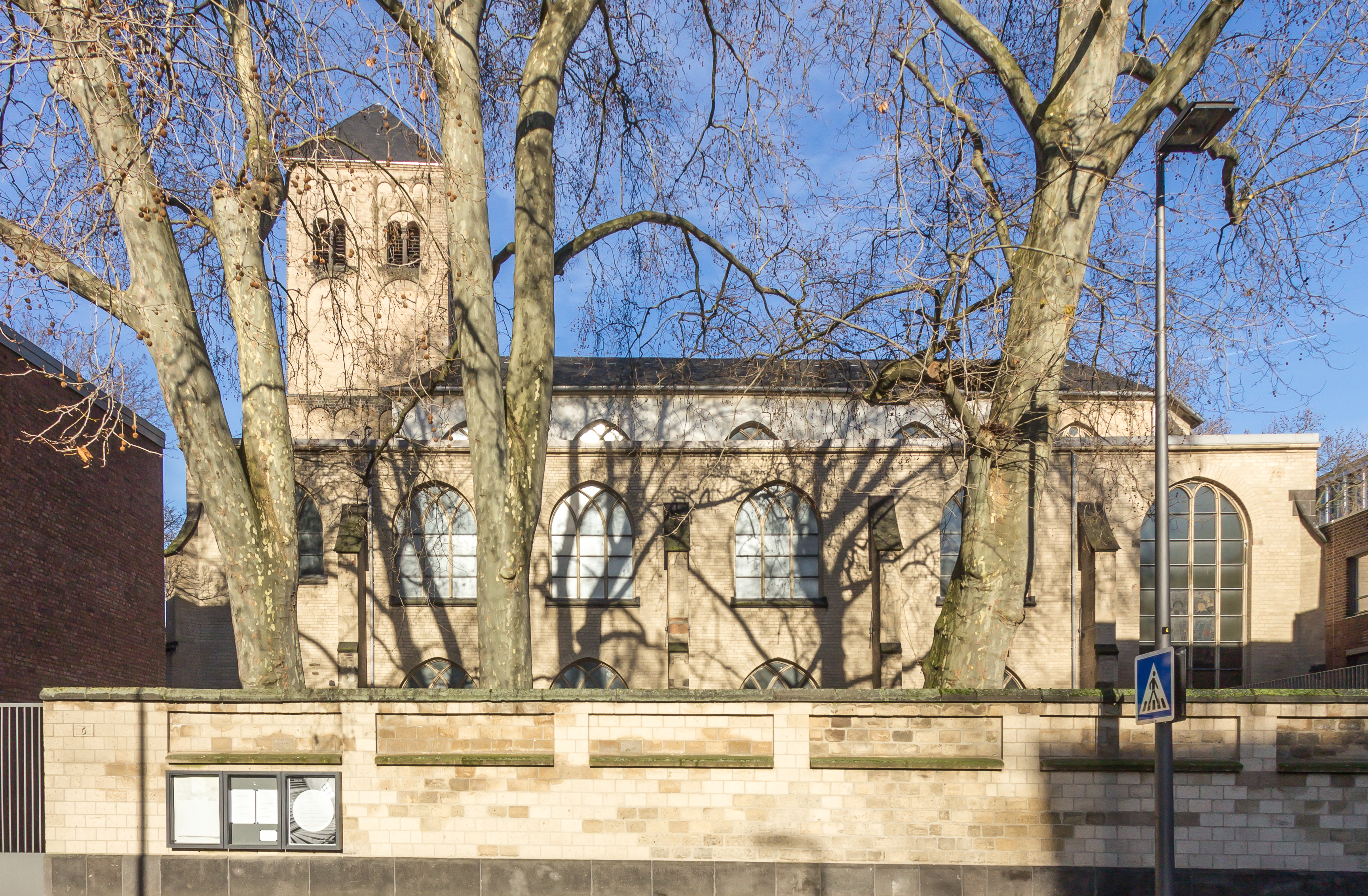
St. Peter in Köln (2016)

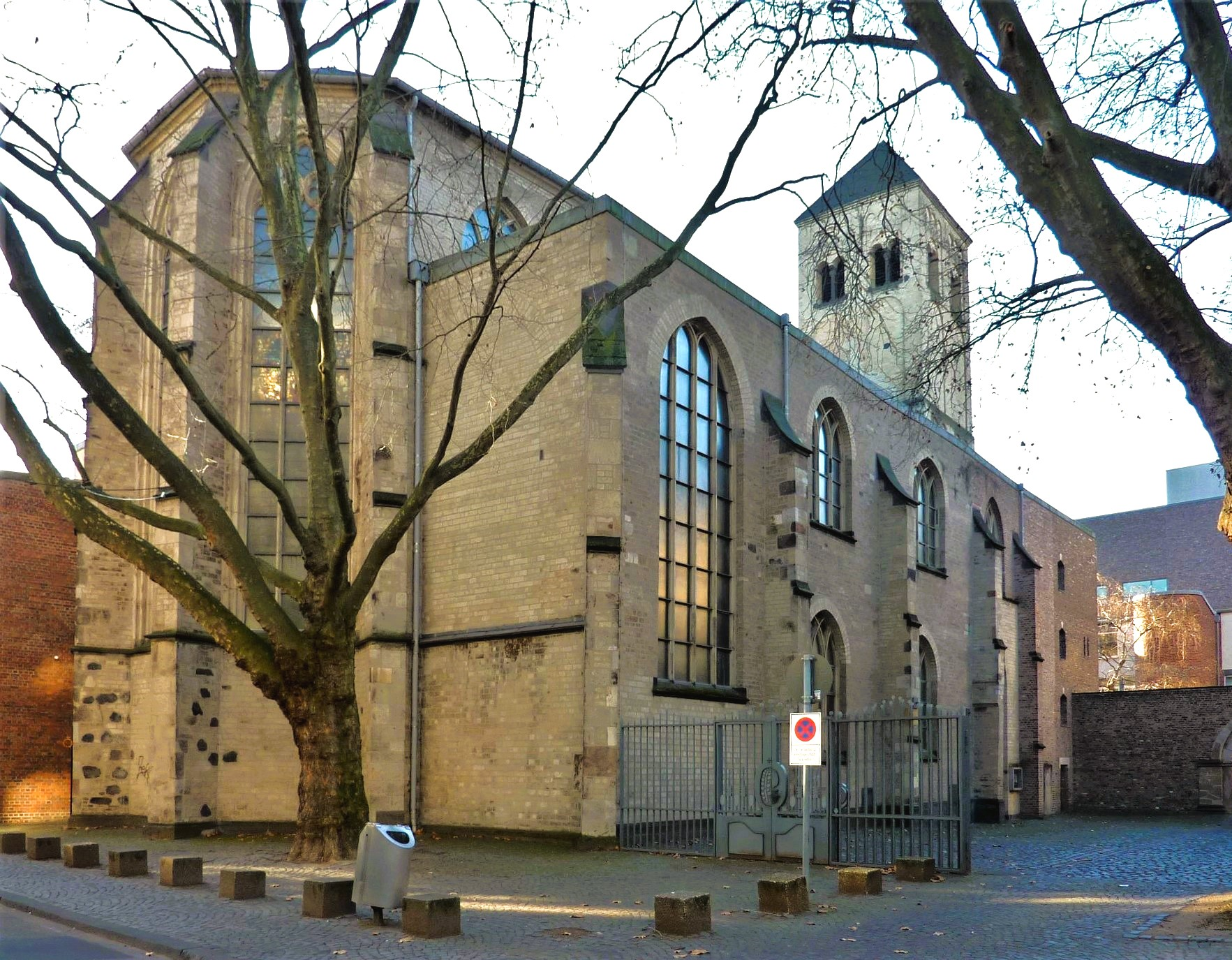
St. Peter, Blick zum Chor (2016)

Sankt Peter ist eine in den Jahren von 1512 bis 1533 auf den Fundamenten römischer Thermen und einem bestehenden romanischen Bau errichtete spätgotische Kirche in Köln, die nach dem Wiederaufbau seit 1960 von Jesuiten betreut wird. Als Kunst-Station Sankt Peter Köln ist sie ein international bekannter Sakralraum, in dem das Leben einer Gottesdienstgemeinde auf Positionen zeitgenössischer Kunst und Konzerte Neuer Musik trifft.
Sankt Peter ist der späteste erhaltene gotische Kirchenbau in Köln. Er wurde nach dem Zweiten Weltkrieg bis 1960 wieder instand gesetzt und in den Jahren 1997 bis 2000 einer umfangreichen Sanierung und Neugestaltung unterzogen. Zusammen mit der benachbarten Cäcilienkirche bildet St. Peter die einzig erhaltene Doppelkirchenanlage einer Stiftskirche mit einer Pfarrkirche in Köln.

## Geschichte und Architektur

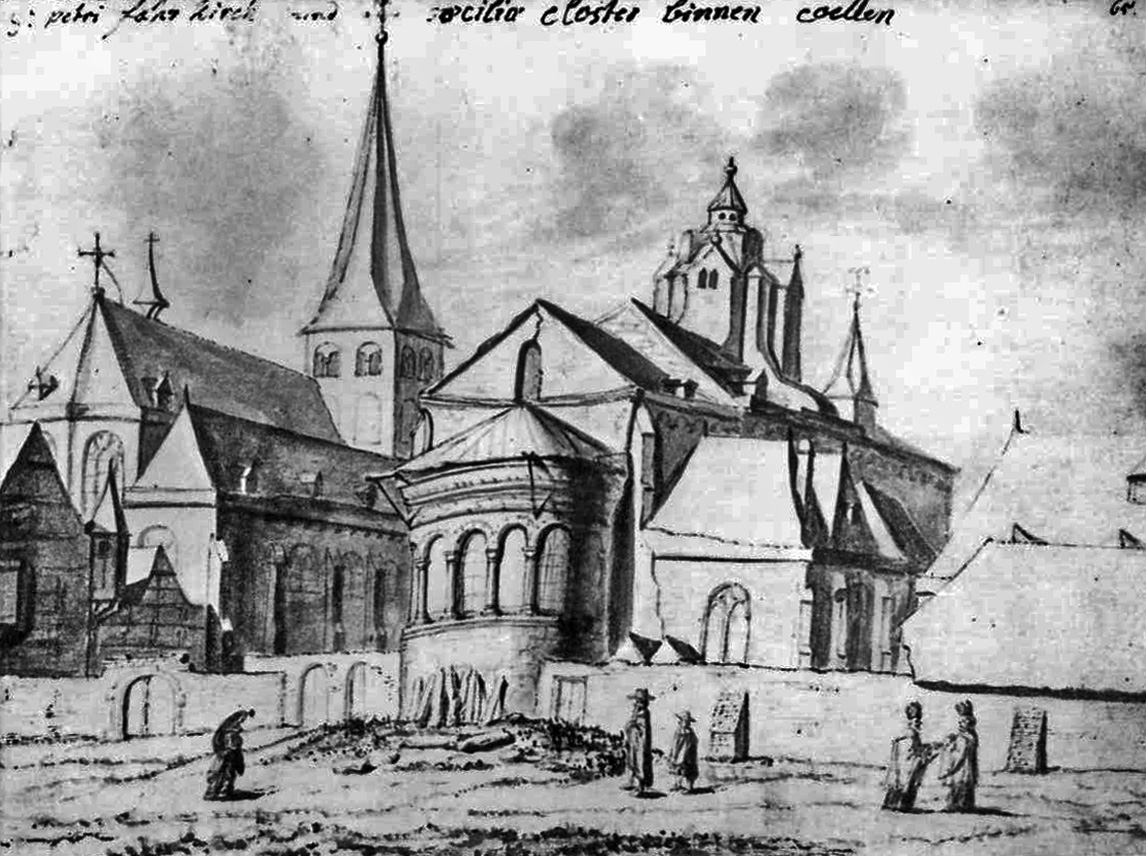
St. Peter und St. Cäcilien um 1665

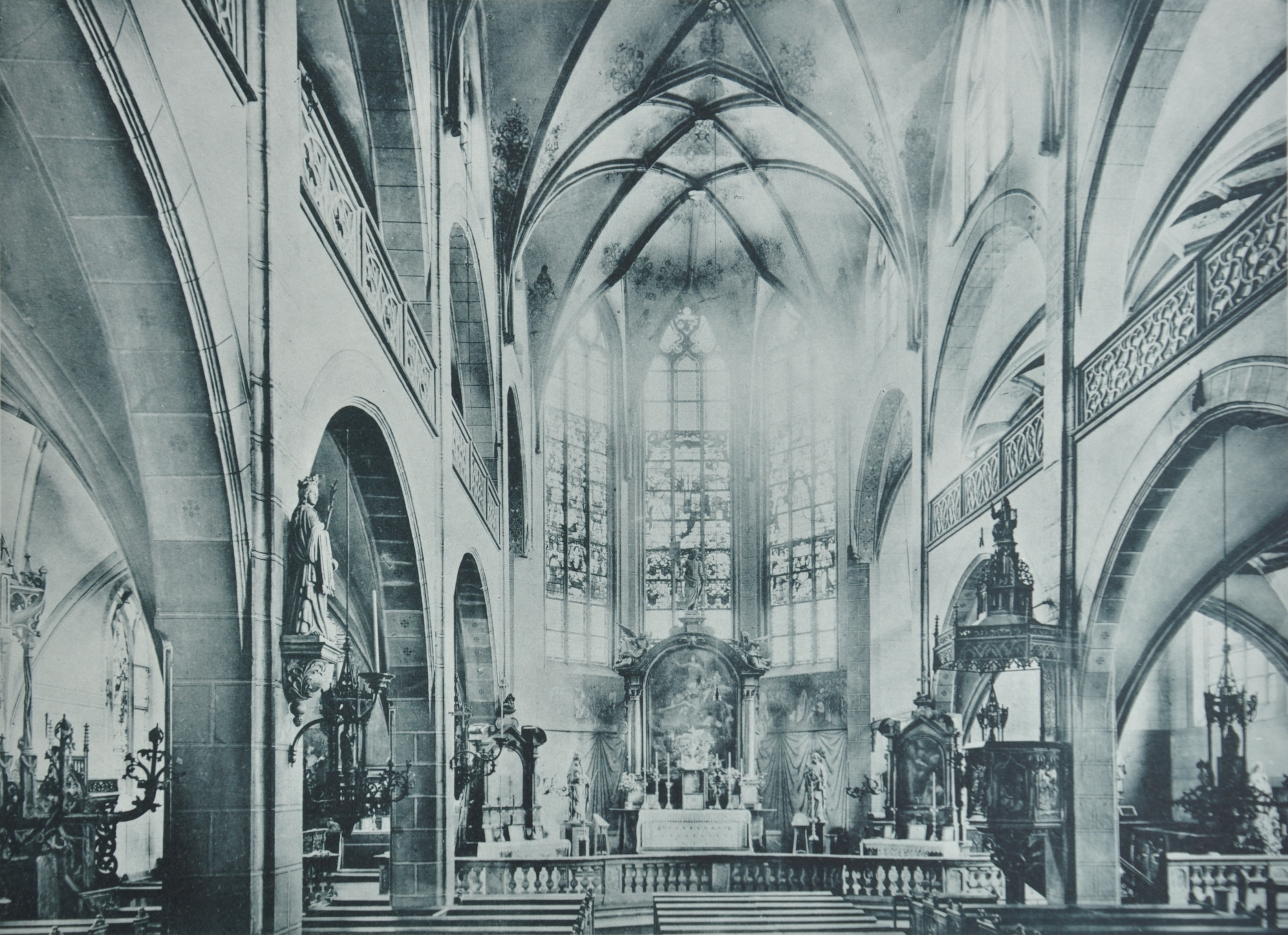
Innenraum von St. Peter, 1895

Vermutlich bestand an diesem Ort bereits in spätrömischer Zeit eine Kirche von über zwanzig Metern Länge und fast zwanzig Metern Breite, die dann irgendwann zwischen dem fünften und dem zehnten/elften Jahrhundert unbenutzt war und zerfiel. Auch wenn der archäologische Befund definitive Aussagen nicht zulässt, ist nicht auszuschließen, dass bereits in karolingischer Zeit Sankt Peter wieder benutzt worden ist. Spätere Quellen belegen die Gründung des Cäcilienstifts im Jahr 888 durch den Erzbischof Willibert (870–888). In jedem Fall ist ein romanischer Vorgängerbau als dreischiffige Emporenbasilika mit dreiseitigem Emporeneinbau aus dem zehnten Jahrhundert gesichert, dem im Jahr 1170 ein romanischer Westturm  angefügt wurde, weshalb die Kirche auch vom Förderverein Romanische Kirchen Köln betreut wird. Ihr Innenraum misst 37,5 Meter Länge und 21 Meter Breite.
Zerstörung im Zweiten Weltkrieg
Während des sogenannten „Peter-und-Paul-Angriffs“ in der Bombennacht vom 29. Juni 1943 im Zweiten Weltkrieg wurde die Pfarrei von St. Peter fast restlos ausgelöscht, die Kirche wurde bis auf die Grundmauern und Pfeiler zerstört. Trotz der Bemühungen, die wichtigsten Ausstattungsgegenstände der Kirche wie Altarbilder oder Kirchenfenster zu sichern, wurden große Teile des opulenten Holzwerkes der Altäre und Kanzel, ebenso die 1907 vom Kölner Orgelbauer Ernst Seifert im alten Gehäuse von 1820 errichtete Orgel, ein Opfer der Flammen des Krieges.
Wiederaufbau
Nach ersten Sicherungsmaßnahmen setzten im Jahr 1950 die Wiederaufbauarbeiten unter Leitung von Regierungsbaumeister Karl Band (mit Eugen Weiler) und Architekt Wilhelm Schorn ein und konnten bis 1960 nahezu abgeschlossen werden. Den Wiederaufbau bestimmten geringe Mittel und der vorherrschende Zeitgeist, die Zerstörung des Bauwerks durch Betonung der verlorenen Proportionen für die Nachwelt zu dokumentieren. Obwohl die Wiederherstellung des Kirchenraums durch Karl Band sehr „einfühlsam, aber letztlich nur als Fragment“ erfolgte, bescheinigt der Theologe Nicolas Weiser dem damals neu entstandenen Kirchenraum gegenüber dem Vorkriegszustand eine fast „protestantische“ Anmutung. Ein stufig erhöhter Altarraum, mit Blaustein belegt, diente als Abgrenzung zum Laienraum, der mit rötlichem Ziegelstein ausgestattet war. Der Raumeindruck in der karg ausgestatteten Emporenbasilika wurde vor allem durch eine neue, dunkle hölzerne Kassettendecke bestimmt, „deren Wirkung einem Sargdeckel“ gleichkam, wie die Stadtkonservatorin Hiltrud Kier bemerkte. Stehen gelassene Gewölbeauflagen zwischen den Obergadenfenstern erinnern noch heute „wie architektonische Tränen“ an die zerstörten Netzgewölbe. Nur wenige restaurierte oder rekonstruierte Ausstattungen, etwa das mittelalterliche Taufbecken oder schmiedeeiserne Gitter aus der Barockzeit sowie einige Einbauten im Zeitgeist der 1950er Jahre, zierten den Kirchenraum, als im Juli 1960 die Jesuiten in St. Peter einzogen und Pater Alois Schuh SJ ab September 1960 mit der Seelsorge in der Gemeinde betraut wurde. In der Folgezeit wurde ein neuer, schlichter steinerner Hochaltar konsekriert, 1961 kehrten die Altarbilder von Schut und Rubens in die Kirche zurück und die erhaltenen Kirchenfenster wurden wieder eingebaut.
Sanierung 1997 bis 2000
Die Konzeption der grundlegenden Innenraumgestaltung während der Sanierung in den Jahren 1997 bis 2000 durch das Architekturbüro Wiegmann & Trübenbach strebte danach, durch Farben, Formen, Materialien und Beleuchtung wieder einen ganzheitlichen, harmonischen Gesamteindruck herzustellen. Dabei war der noch vorhandene Naturstein der Pfeiler Ausgangspunkt für die farbliche Gestaltung, die alle raumbildenden Elemente einbezog. Der steinerne Hochaltar und die nach dem Krieg errichtete Altarerhöhung wurden abgetragen, der Ziegelfußboden im Kirchenschiff und auf der Empore durch einen grauen, fugenlos eingebrachten Estrich ersetzt, der durch eine besondere Oberflächenbehandlung Glanz und Ruhe ausstrahlt. Die Wände erhielten durch einen neuen Lehmputz in warmem Steinfarbton eine Angleichung an die originalen Werksteinteile und binden Pfeiler, Bögen, Gewölberippen und Emporenbrüstungen in die Raumwirkung ein. Eine neue Holzdecke in hellem Grauton ersetzt die dunkle Nachkriegsdecke und verstärkt den Lichteinfall. Elemente, die in den fünfziger Jahren im Stil der Zeit ergänzt worden waren, wurden entfernt und historisch rekonstruiert. Das Sanierungskonzept wurde mit dem Architekturpreis Nordrhein-Westfalen ausgezeichnet.

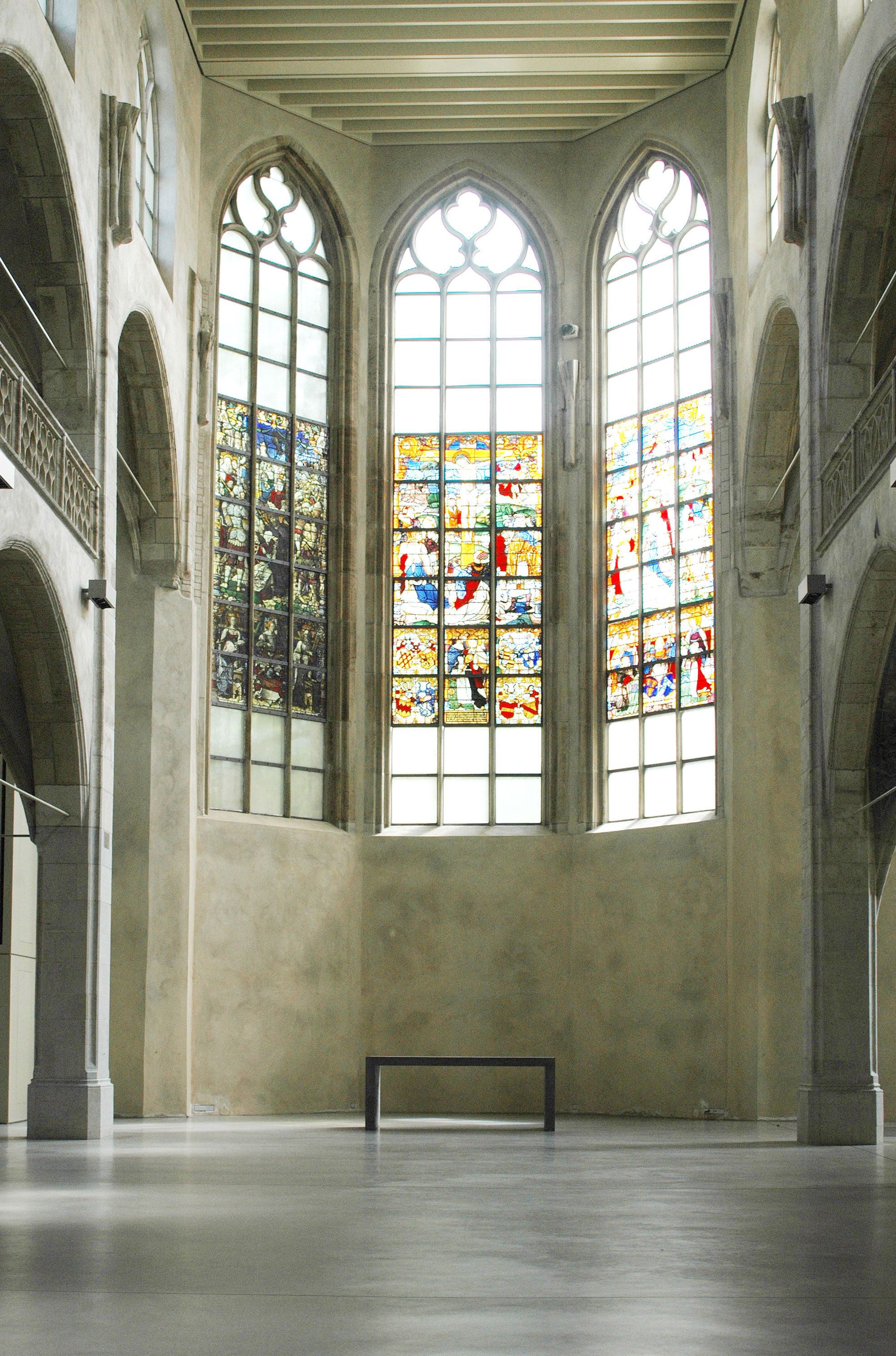
Sankt Peter Köln
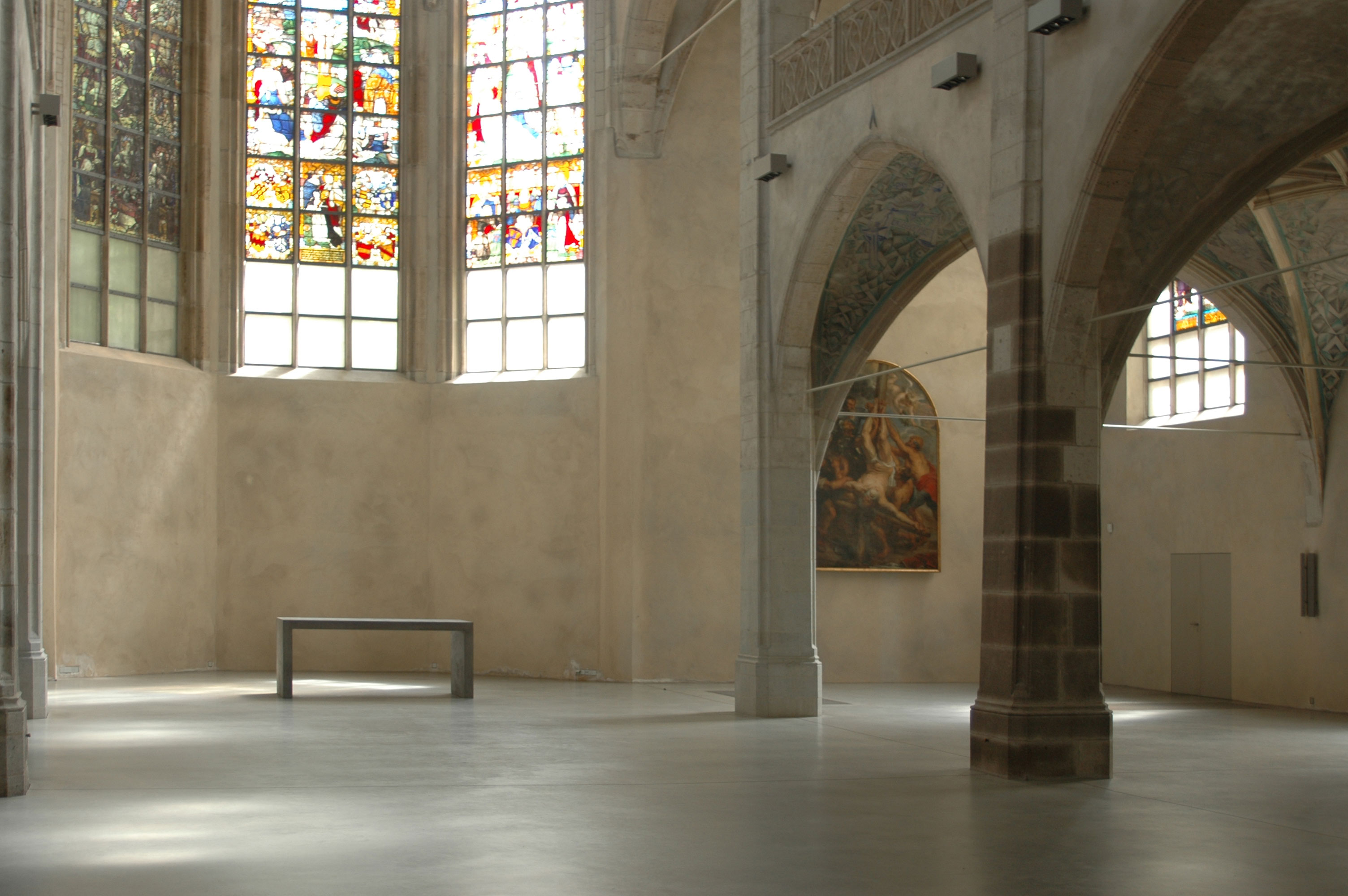
Sankt Peter Köln

## Ausstattung

### Kunstwerke
Die Kunst-Station Sankt Peter Köln ist wegen dreier herausragender Kunstwerke bekannt: Der „Kreuzigung Petri“, dem wahrscheinlich letzten Gemälde von Peter Paul Rubens aus den Jahren 1638 bis 1640, der Skulptur „Gurrutz Aldare“ von Eduardo Chillida aus dem Jahr 2000, die zunächst von 2000 bis 2004 als Altar der Kirche fungierte, sowie dem „Grauen Spiegel“ von 2018, dem vorletzten bildnerischen Werk (WV-Nr. 954-1) von Gerhard Richter.
Die Fenster der Apsis und die der Seitenschiffe gelten als bemerkenswertes Zeugnis des Kölner Kunstschaffens im frühen 16. Jahrhundert. Ihre Renaissance-Glasmalereien stammen aus den Jahren 1528 bis 1530. Die Chorfenster stellen die Passionsgeschichte von der Kreuztragung über die Kreuzigung bis hin zur Kreuzabnahme dar. Unter diesen Fenstern liegen weitere Fenster mit Glasmalereien, die die Stifter der Fenster zeigen, so etwa Elisabeth von Manderscheid, die Äbtissin des Cäcilienklosters war.
Don’t Worry ist der Name der Lichtinstallation des Londoner Künstlers und Turner-Preisträgers Martin Creed, die sich an allen Außenseiten des Turmes oberhalb der Schallöffnungen befindet. Dieser englische Schriftzug ist an den drei anderen Turmseiten ins Lateinische, Griechische und Deutsche übersetzt: „Noli solicitus esse – Mη mεριμνα – Sorge dich nicht“. Aus der Mitte dieses Sprachgewirrs kann sich der Leser sein persönliches Verständnis erarbeiten und für sich die Gute Nachricht der Bergpredigt herausfiltern. Dabei verkündigt sie beides: das Unbedachte des Dahingesagten und das Befreiende des Bedachten.
In der Gitterkapelle sind die Schreine mit den Reliquien der Heiligen Evergislus und Paulinus aus dem Jahre 1802 aufgebahrt. Der heilige Everigisil ist der Schutzpatron der Glaser und der Kölner Malerzunft, Paulinus war ein Diakon des ersten Kölner Bischofs Maternus.

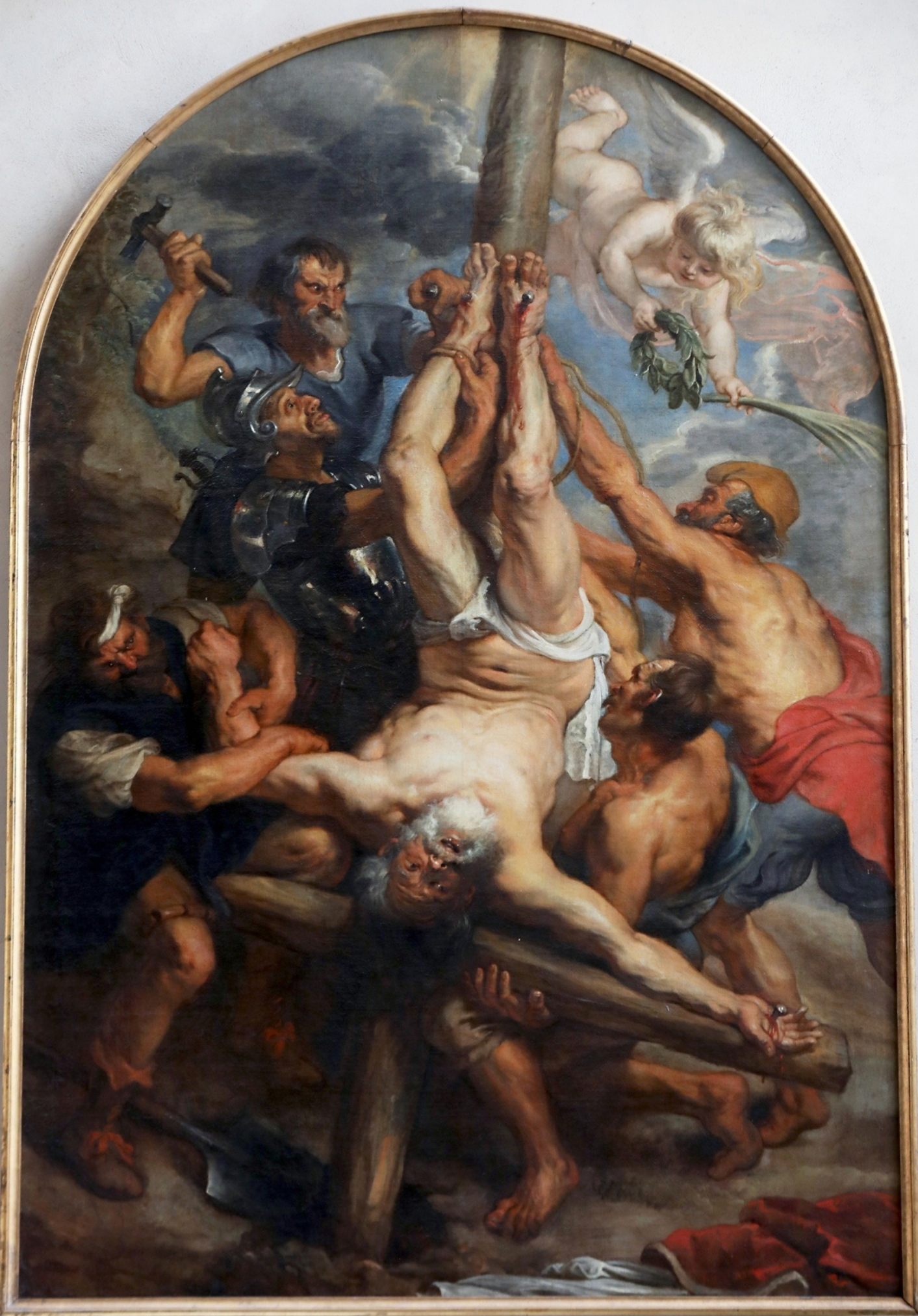
Peter Paul Rubens, Die Kreuzigung Petri (1638)
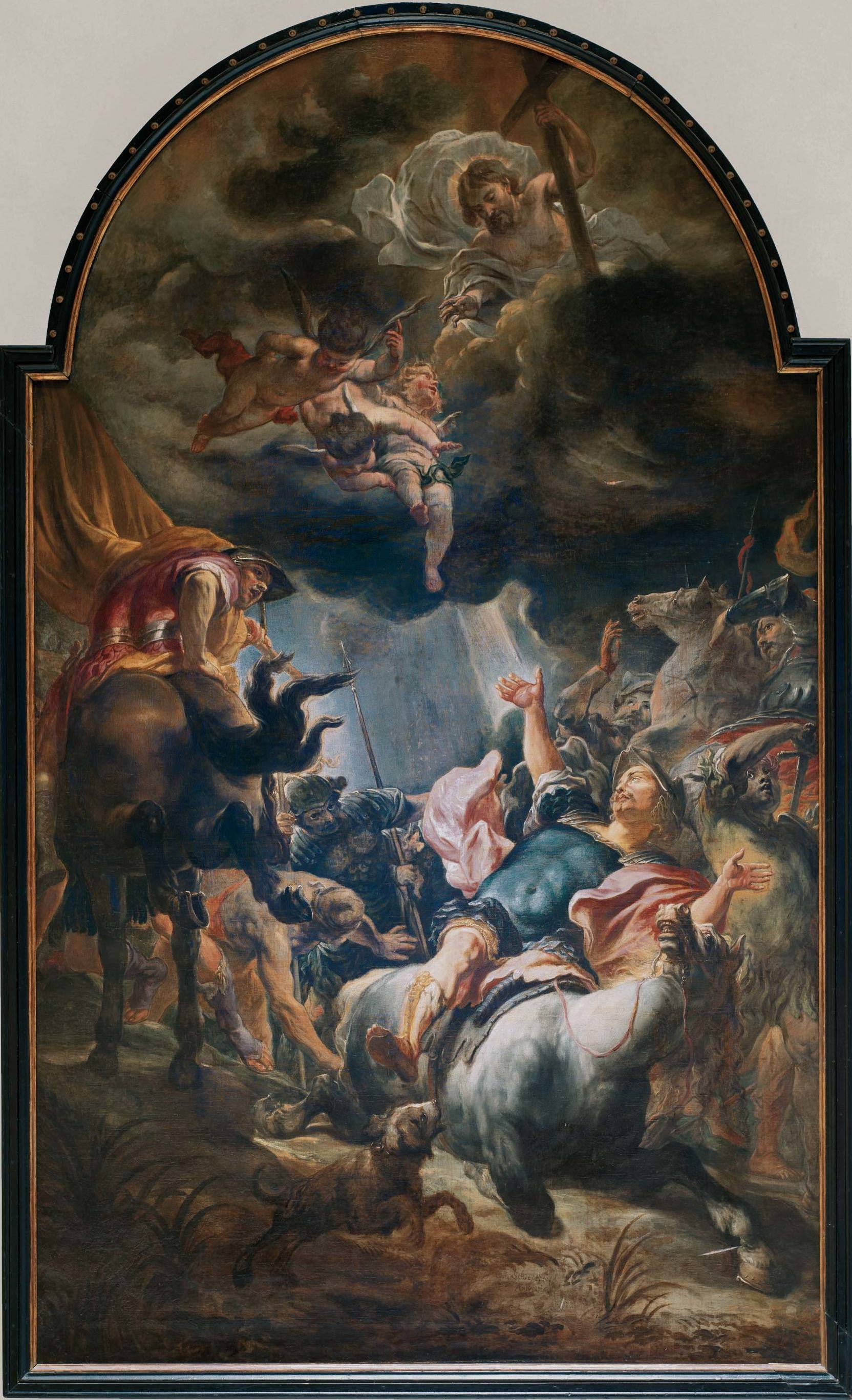
Cornelis Schut, Die Bekehrung Paulus (1644)
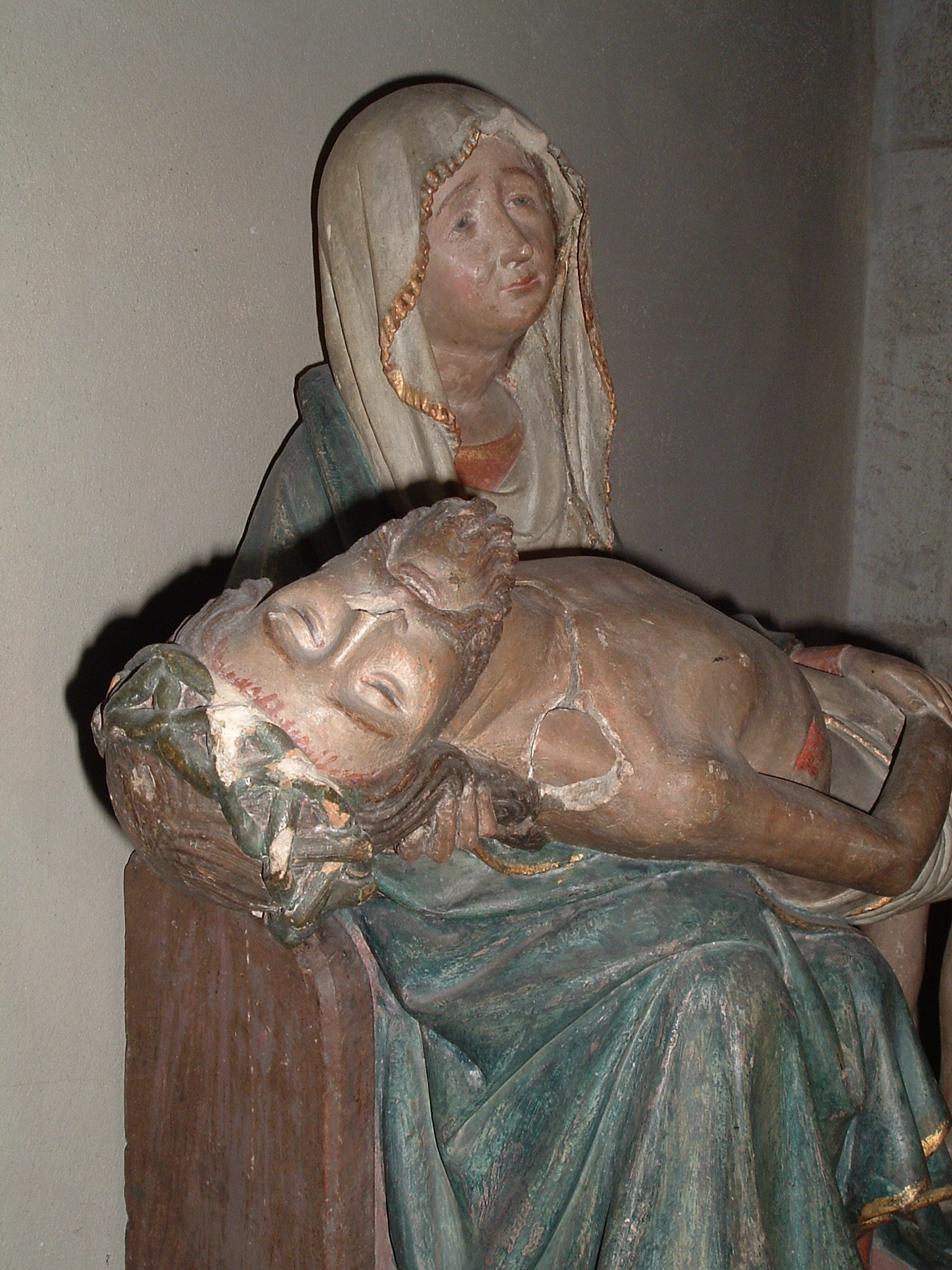
Pietà, 15. Jh.
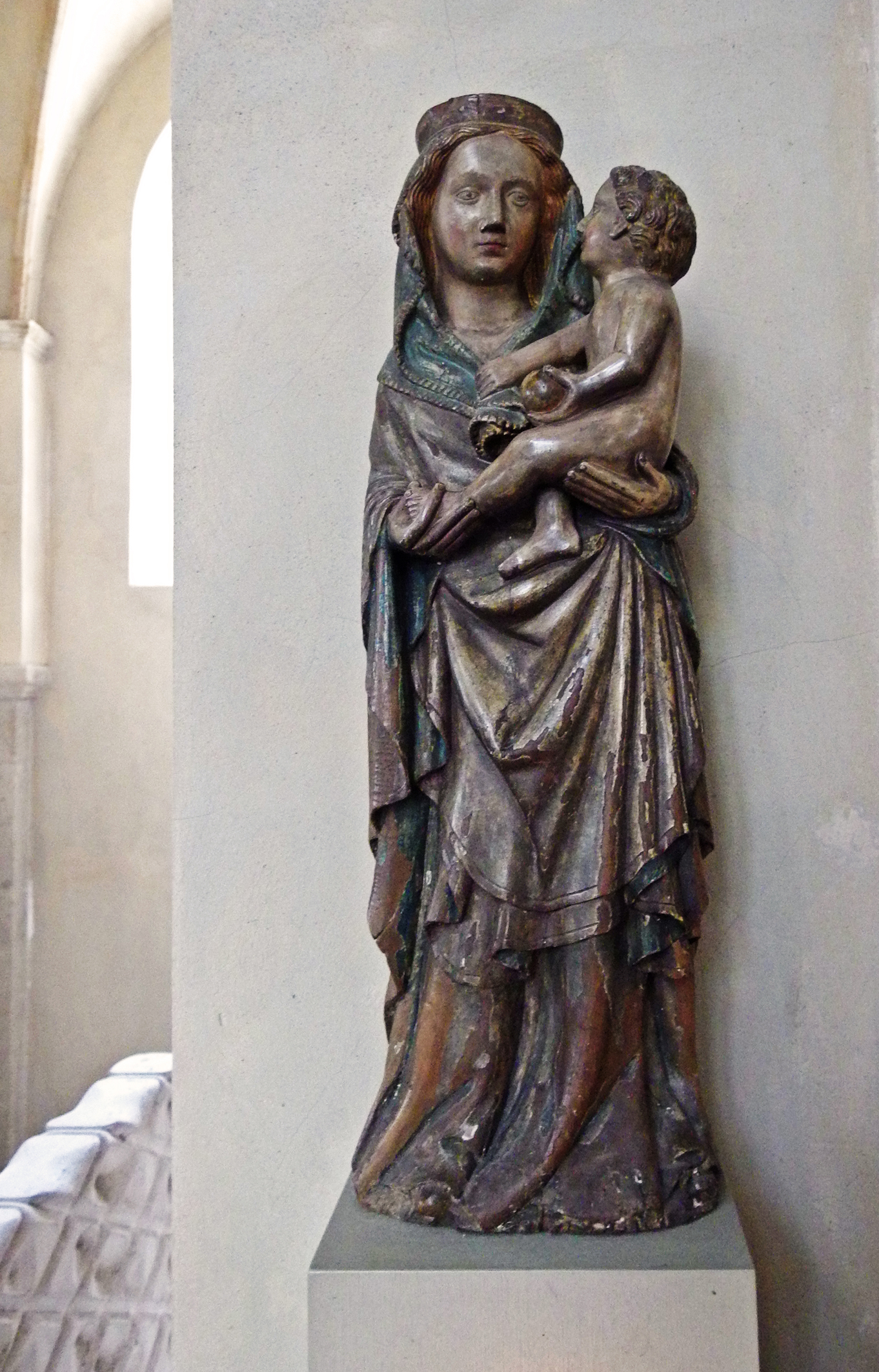
Maria mit dem Kind, Niederrhein, 15. Jh.
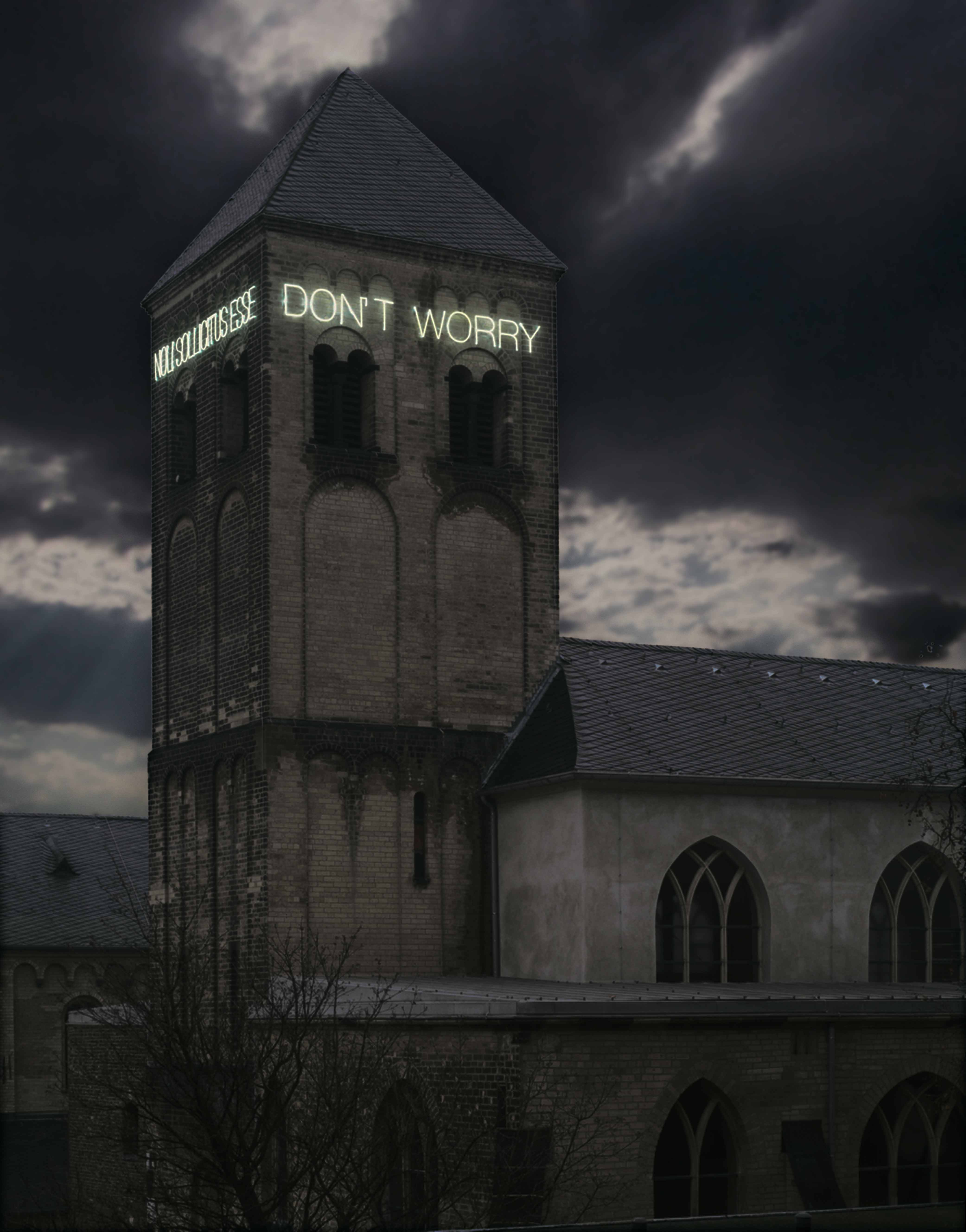
Martin Creed, Don’t Worry (2005)

## Kunst-Station Sankt Peter Köln
Die Kunst-Station Sankt Peter Köln als Zentrum für zeitgenössische Kunst und Musik wurde 1987 von Friedhelm Mennekes SJ gegründet. Heute wird die Kunst-Station von Guido Schlimbach für den Bereich Kunst (seit 2011) und von Michael Veltman für den Bereich Musik (2022) geleitet.
Die in den Jahren 1997–2000 neu gestaltete, spätgotische Kirche mit ihrem Charakter der Leere – in der nach wie vor regelmäßig Gottesdienste gefeiert werden – bietet seitdem einen Ort für die gezielte Inszenierung von temporär installierten Kunstwerken in Konfrontation mit katholischer Spiritualität. Die ausgestellten, in der Regel ortsspezifisch entwickelten Arbeiten sollen den formulierten Glauben jedoch keinesfalls illustrieren. Die Künstlerinnen und Künstler sind vielmehr aufgefordert, der Gemeinde und den Besuchern existenzielle Fragen des Lebens auf ihre Art und Weise gegenüber zu stellen. So öffnet die Kunst-Station Sankt Peter Köln seit mehr als 30 Jahren einen Raum, in dem die ansonsten getrennten Bereiche von Gegenwartskunst und Liturgie in einen Dialog treten können, ohne einander zu vereinnahmen.
Die Künstlerinnen und Künstler, die in der Kunst-Station Sankt Peter eine Ausstellung oder eine Kunstintervention realisieren, werden von einem unabhängigen und ehrenamtlichen Beirat, der von der Gemeinde berufen wird, ausgewählt und eingeladen. Bewerbungen sind nicht möglich.
Mit Ausstellungen oder Interventionen vertretene Künstler, seit 1987
- 2025: Embodies. Johanna von Monkiewitsch
- 2024/25: The Moon is Beautiful. Ken Matsubara
- 2024: Sming. Interaktive Klanginstallationvon SUPERBE (Gaëtan Libertiaux, Gaël Bertrand)
- 2024: Potluck: Emma Brennan, Áine O’Hara, Mark Buckeridge, Jellyspoor und Gäste
- 2024: Farbspeicher | Malerei-Installation – Dorothee Joachim
- 2024: B.O.D.Y. – Johannes Wald
- 2024: Vor dem Archiv II – Jürgen Heiter und Cony Theis
- 2023: Lyoudmila Milanova. Blueprint of the sky
- 2023: Martin Gerwers. Pylon
- 2023: Peter Downsbrough
- 2023: 뇽ㅞ직ㅼㅞㅸㄶㅛ – Wie ein Fluss. Daiki Kimoto
- 2023: Waldfegen. Ivo Weber
- 2022/23: Terminal, Terminal. Selma Gültoprak
- 2022: Young-Jae Lee – Sieben mal Sieben, Thomas Thiede & Alexander Kluge. Sternzeichen Maulwurf
- 2022: Frank Gerritz: Sculptural Light
- 2021: Ariel Schlesinger: Bubble Machine, Oskar Stocker: Erinnere Dich, Jana Schröder: PPR, Bettina Marx: siblings, Kara Walker: Replace Rubens … with a Fortune Telling Device, Lothar Wolleh: Sankt Peter in Sankt Peter, Liam Gillick: Kinetic Energy of Rigid Bodies, Tony Matelli: Weed
- 2020: Walid Raad. I long to meet the masses once again, Gerhard Richter: Grauer Spiegel[6]
- 2019: Aljoscha: Alterocentric Eudaimonia[7]
- 2018: Rossella Biscotti, Rikuo Ueda, Daniela Georgieva
- 2017: Ira Bartell, Sidival Fila, Marc Fromm
- 2016: Achim Freyer, Olafur Eliasson, Valerie Krause
- 2015: Claire Morgan, Jesse Magee, Hermann Josef Hack
- 2014: Ian McKeever, Berndnaut Smilde, Boris Becker, Shigeru Takato, Thomas Bayrle, Christoph Brech
- 2013: Max Cole, Cerith Wyn Evans, Zlatko Kopljar, Judith Röder
- 2012: Herbert Falken, Kris Martin, Bruce Nauman, Gabriel Diaz
- 2011: Mats Bergquist, Karin Sander
- 2010: Katja Strunz, Tessa Knapp, Motoi Yamamoto, Erik Schmidt, LAb[au]
- 2009: Jack Pierson, Angela Glajcar, Simon Ungers, Sebastian Wickeroth
- 2008: Karin Kneffel, Noriyuki Haraguchi, Andreas Slominski, Michael Somoroff, Simon Schubert, Rafa Forteza
- 2007: Dorothee von Windheim, Simon Ungers, Carl Andre, Sean Shanahan, Gerhard Trieb/Albrecht Dürer
- 2006: Gregor Schneider, Mischa Kuball, Vadim Zakharov, Wally Schulz, Peter Rösel, Ursula Schulz-Dornburg
- 2005: Martin Creed, Wiltrud Thiemann, Leiko Ikemura, HCM Baus, Shirwan Can, Sami H. Muemin, Horèn Gharib Rauf
- 2004: Ulrich Rückriem, Sherrie Levine, Marcel Odenbach, Christopher Winter, Markus Lüpertz
- 2003: Georges Gittoes, Simon Ungers, Melissa Kretschmer, Barbara Kruger, Fernando Prats, Christian Jankowski, Gloria Friedmann
- 2002: Matthias Griebler, Corinna Schnitt, Ingo Meller, Morio Nishimura, Francesco Clemente, Young-Jae Lee
- 2001: Jannis Kounellis, Magdalena Abakanowicz, Christian Boltanski, Takehito Koganezawa
- 2000: Eduardo Chillida, Martin Creed
- 1997: Paul Thek (Kolumba zu Gast in Sankt Peter)
- 1996: Matthias Griebler, Anish Kapoor, Siegfried Anzinger, Stephan von Huene, Clemens Kaletsch, Matthias Griebler, Timothy Greenfield-Sanders
- 1995: David Salle, Mischa Kuball, Bruno Goller, Curtis Anderson, James Lee Byars, Ewa Kulasek
- 1994: Gaston Chaissac, Hubert Kiecol, Marlene Dumas, Günther Förg, Igor Sacharow-Ross, Alfred Hrdlicka
- 1993: Christian Boltanski, Eduardo Chillida, Jenny Holzer, Rosemarie Trockel, Günther Uecker, Francis Bacon
- 1992: James Brown, Helmut Federle, Hermann Nitsch, Arnulf Rainer
- 1991: Donald Baechler, Cindy Sherman, Jiří Tichý, Marwan, Brigitte Burgmer, Ulla Horký, Deva Wolfram, Arne-Bernd Rhaue, Arthur Stoll, Joseph Beuys, Adolf Frohner
- 1990: Winfried Muthesius, Chieo Senzaki, Heinz-Günter Prager, Udo Thurz, Gregory Amenoff, Luis Cruz Acazeta, Eduard Micus, Gerda und Leopold Breuer, Dörte Eißfeldt, Christa von Schnitzler, Antonio Saura, Raimund Girke, Wolfgang Petrik, James Brown, Keith Haring, Christina Thomas, Heinrich Nicolaus, Christoph M. Gais
- 1989: Peter Drake, Karl Horst Hödicke, Käthe Kollwitz, Gerhard Altenbourg, Gloria Friedmann, Marwan, W. Gies, Walde Huth, Michael Irmer, Rune Mields, Stephen Sack, Ansgar Nierhoff, Horst Egon Kalinowski, Rudolf Schoofs
- 1988: Volker Saul, Marcedes Barros, Antoni Tàpies, Dario Vilalba, Joannis Avramidis, Hildegard Weber, James Brown, Luis Cruz Acazeta und Wim Cox, Felix Droese, Ariane Lopez-Huici, Alain Kirili, Klaus Simon, Joseph Beuys, Volker Stelzmann, Leo Zogmayer, Herbert Falken, Fred Thieler
- 1987: Arne-Bernd Rhaue, Jürgen Brodwolf, Josef Mikl, Ansgar Nierhoff, W. Gies, Markus Lüpertz

### Orgeln
Sankt Peter hat eine Orgelanlage, bestehend aus Hauptorgel und Chororgel. Beide Instrumente wurden 2004 von dem Orgelbauer Willi Peter (Köln) erbaut, wobei die beiden neobarocken Vorgängerorgeln aus den Jahren 1968 und 1971 integriert wurden; seit 2006 werden beide Orgeln durch Orgelbau Peter erweitert. Die Orgeln zählen weltweit zu den fortschrittlichsten Instrumenten des zeitgenössischen Orgelbaus. Das klassische Werkprinzip und eine entsprechende Gestaltung der Prospekte wurden aufgegeben, die Einbeziehung neuartiger Register und Schlagwerke bieten die Möglichkeit zu grundsätzlich neuer musikalischer Gestaltung.
Die Orgelanlage verfügt momentan über 80 Register, zuzüglich zahlreicher Extensionen und Effektregister. Ihre Disposition zeichnet sich einerseits durch eine Vielzahl an Aliquotregistern zur besseren Dissonanzfähigkeit aus, und andererseits durch zahlreiche, auch neuartige Schlagwerksstimmen. Außerdem enthalten beide Instrumente einige Registerneuschöpfungen nach der Idee von Peter Bares, etwa das Physharmonikaensemble (64′–8′) im Hauptwerk, sowie die Effektregister Silberklang, Bronceton, die rotierenden Cymbeln, Beckenstern, Jauler, Sirene und Hahnenschrei. Koppellösungen verbinden die Werke. Damit besteht die Möglichkeit, außergewöhnliche Register über ein Koppelwerk jedem Manual oder Pedal zuzuordnen.
Sämtliche Klänge werden im Eigentlichen zwar elektrisch angesteuert, aber auf rein mechanischem Weg erzeugt.

#### Hauptorgel

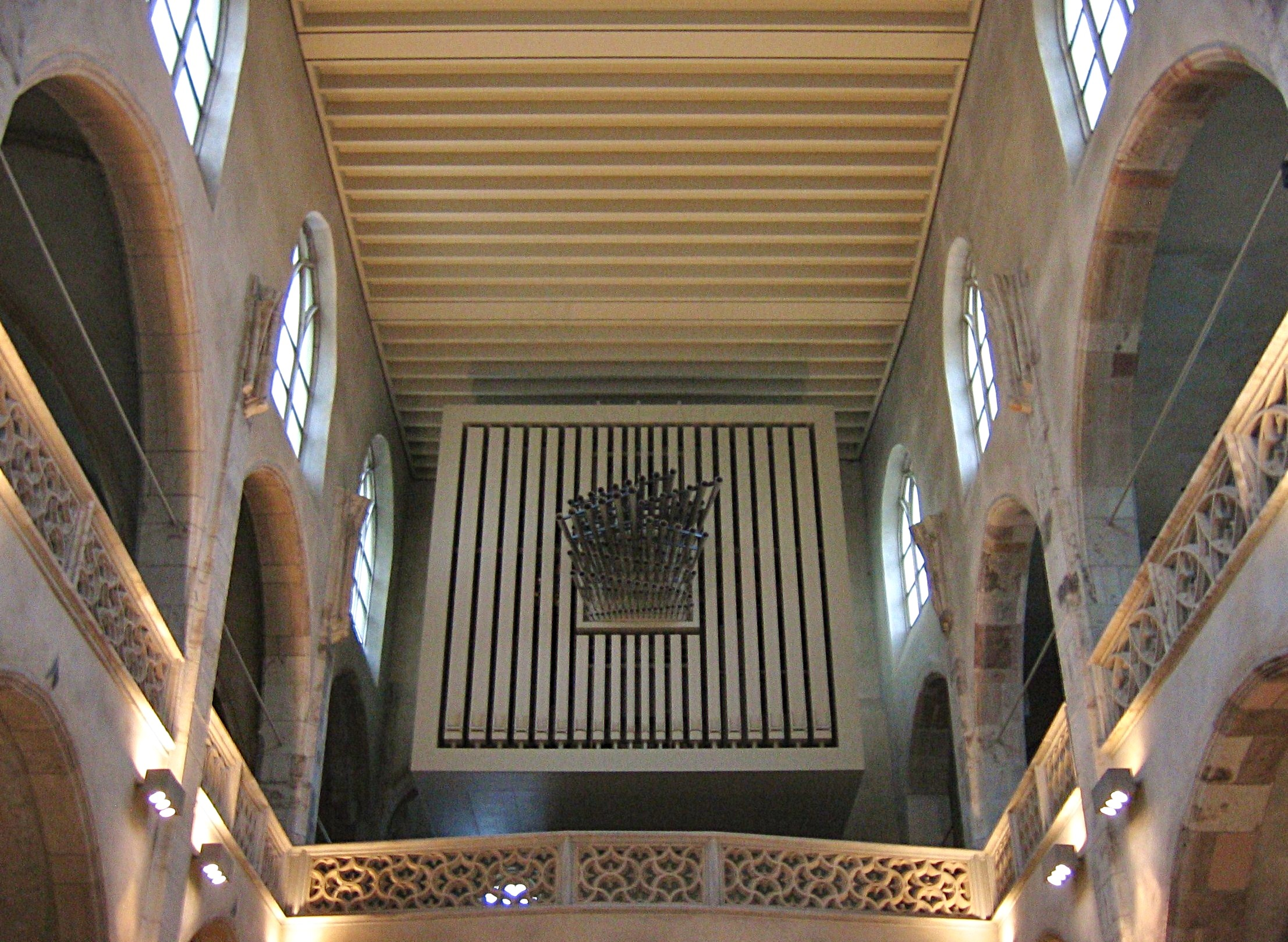
Hauptorgel (2008)

Die Hauptorgel hängt über der Empore. Sie hat einen viermanualigen Generalspieltisch, von dem aus auch die Chororgel angespielt werden kann: Das erste Manual der Chororgel vom I. Manual aus, die beiden weiteren Manualwerke der Chororgel vom IV. Manual aus. Haupt- und Schwellwerk der Hauptorgel (II. und III. Manual) haben elektrische Schleifladen.
Die konventionellen Register der Hauptorgel verteilen sich auf das II. Manual (Hauptwerk), das III. Manual (Schwellwerk) und das Pedal.
Die Hauptorgel verfügt zudem über ein spanisches Trompetenwerk (Trompeteria). Außerdem enthält die Hauptorgel einen Fundus an neuartigen Registern. Diese sind auf zwei Werke aufgeteilt: Zum einen das schwellbare Koppelwerk (Multiplexlade), und das Schlagwerk. Jedes dieser Werke lässt sich von allen vier Manualen und dem Pedal der Hauptorgel individuell anspielen: Das Multiplexsystem ermöglicht es, das Koppel- und das Schlagwerk jeweils individuell für jedes einzelne Manual und das Pedal zu registrieren. Bei den Registern des Koppelwerkes handelt es sich zum Teil um Auszüge. Einzelne Register des Koppelwerkes lassen sich nur an das Pedal anbinden.
Darüber hinaus verfügt das Instrument über einen Fundus an Effektregistern. Dazu zählt auch die Möglichkeit, die Glocken im Turm der Kirche anzuschlagen. Zudem enthält das Instrument ein breites Spektrum an Koppeln und sonstigen Spielhilfen, insbesondere für die Darbietung neuerer Musik, etwa eine Tastenfessel zur Tonarretierung und eine Winddrossel, mit der die Windmenge reguliert werden kann.
| II Hauptwerk C–g3 |                                   |         |
| 01.               | Pommer                            | 16′     |
| 02.               | Principal                         | 08′     |
| 02.               | Rohrflöte                         | 08′     |
| 04.               | Octave                            | 04′     |
| 05.               | Gedeckt                           | 04′     |
| 06.               | Nasard                            | 02 ⁄3′  |
| 07.               | Flöte                             | 02′     |
| 08.               | Mixtur IV–V                       | 02′     |
| 09.               | Terz                              | 01 3⁄5′ |
| 10.               | Sept                              | 01 ⁄7′  |
| 11.               | None                              | 08⁄9′   |
| 12.               | Cymbel III                        | 01⁄2′   |
| 13.               | Trompete                          | 08′     |
|                   | Tremulant                         |         |
|                   | Physharmonika (ab c1, aus Nr. 14) | 64′     |
|                   | Physharmonika (ab c0, aus Nr. 14) | 32′     |
|                   | Physharmonika (aus Nr. 14)        | 16′     |
| 14.               | Physharmonika                     | 08′     |
|                   | Tremulant I                       |         |
|                   | Tremulant II                      |         |

| III Schwellwerk C–g3 |                |        |
| 15.                  | Principal      | 08′    |
| 16.                  | Gedeckt        | 08′    |
| 17.                  | Spitzgambe     | 08′    |
| 18.                  | Octave         | 04′    |
| 19.                  | Blockflöte     | 04′    |
| 20.                  | Hintersatz III | 02 ⁄3′ |
| 21.                  | Superoctave    | 02′    |
| 22.                  | Mixtur IV–VI   | 01 ⁄3′ |
| 23.                  | Nachthorn      | 01′    |
| 24.                  | Elfte          | 08⁄11′ |
| 25.                  | Schalmey       | 16′    |
| 26.                  | Trompete       | 08′    |
| 27.                  | Clarine        | 04′    |
|                      | Tremulant      |        |

| Pedal C–f1 |                            |         |
| 28.        | Principal                  | 16′     |
| 29.        | Subbaß                     | 16′     |
| 30.        | Quinte                     | 10 2⁄3′ |
| 31.        | Principal                  | 08′     |
| 32.        | Flöte                      | 08′     |
| 33.        | Quinte                     | 05 1⁄3′ |
|            | Cello (aus Nr. 41)         | 04 ⁄7′  |
| 34.        | Octave                     | 04′     |
| 35.        | Traversflöte               | 04′     |
|            | Cello (aus Nr. 41)         | 04′     |
|            | Cello (aus Nr. 41)         | 03 1⁄5′ |
|            | Cello (aus Nr. 41)         | 02′     |
| 36.        | Nachthorn                  | 02′     |
| 37.        | Hintersatz IV              | 02 ⁄3′  |
|            | Cornett III (aus Nr. 43)   | 05 1⁄3′ |
|            | Cornett III (aus Nr. 43)   | 02 ⁄3′  |
|            | Aeolsharfe IV (aus Nr. 45) | 01 ⁄3′  |
|            | Aeolsharfe IV (aus Nr. 45) | 02⁄3′   |
| 38.        | Posaune                    | 16′     |
| 39.        | Trompete                   | 08′     |
|            | Saxophon (aus Nr. 40)      | 08′     |
|            | Saxophon (aus Nr. 40)      | 04′     |

| Koppelwerk |                       |         |  |
| 40.        | Saxophon              | 32′     |  |
|            | Saxophon (aus Nr. 40) | 16′     |  |
| 41.        | Cello                 | 08′     |  |
| 42.        | Weidenpfeife          | 04′     |  |
| 43.        | Cornett III           | 03 1⁄5′ |  |
| 44.        | Mixtur V–VIII         | 02 ⁄3′  |  |
| 45.        | Aeolsharfe IV         | 02 ⁄3′  |  |
| 46.        | Trillerpfeife         | 01′     |  |
| 47.        | 1. Cymbel III         | 02⁄5′   |  |
| 48.        | 2. Cymbel III         | 02⁄7′   |  |
| 49.        | 3. Cymbel III         | 04⁄21′  |  |
| 50.        | 4. Cymbel III         | 02⁄15′  |  |
|            | Tremulant             |         |  |

| Trompeteria |                     |     |
| 51.         | Trompeta magna      | 16′ |
| 52.         | Trompeta da batalla | 08′ |
| 53.         | Clarin brillante    | 04′ |

| Schlagwerk              |     |    |
| Glocken                 | 16′ |    |
| Xylodur                 |     |    |
| Xylodur permanent       |     |    |
| Becken (C–f1)           |     | P  |
| Harfe (c0–f3)           | 08′ |    |
| Psalterium (C–f0)       |     |    |
| Glockencymbel           |     | CO |
| Glockencymbel permanent |     |    |

| Effektregister |
| Turmglocken    |
| Beckenstern    |
| Silberklang    |
| Jauler         |
| Sirene         |

- Anmerkungen

P = nur im Pedal spielbares Register
CO = Register in der Chororgel
- Koppeln
  - Normalkoppeln: III/I, IV/I, I/II, III/II, IV/II, IV/III, I/P, II/P, III/P, IV/P
  - Sonder-Normalkoppeln: P Hauptorgel/I, P Chororgel/I
  - Suboktavkoppeln: I/II, III/II, III/III
  - Superoktavkoppeln: I/P, III/P
  - Weitere: Organumkoppel
- Spielhilfen
  - Absteller: Pedal Hauptorgel ab, Pedal Chororgel ab
  - Permanent-Schaltung: Xylodur 8′, Psalterium
  - Weitere: Elektronische Setzeranlage, Winddrosseln, Tastenfessel
  - Rotationen der Cymbeln: Quadrupla I 3f, II 6f, III 6f, 4 9f, IV 3-9f (Geschwindigkeit steuerbar)

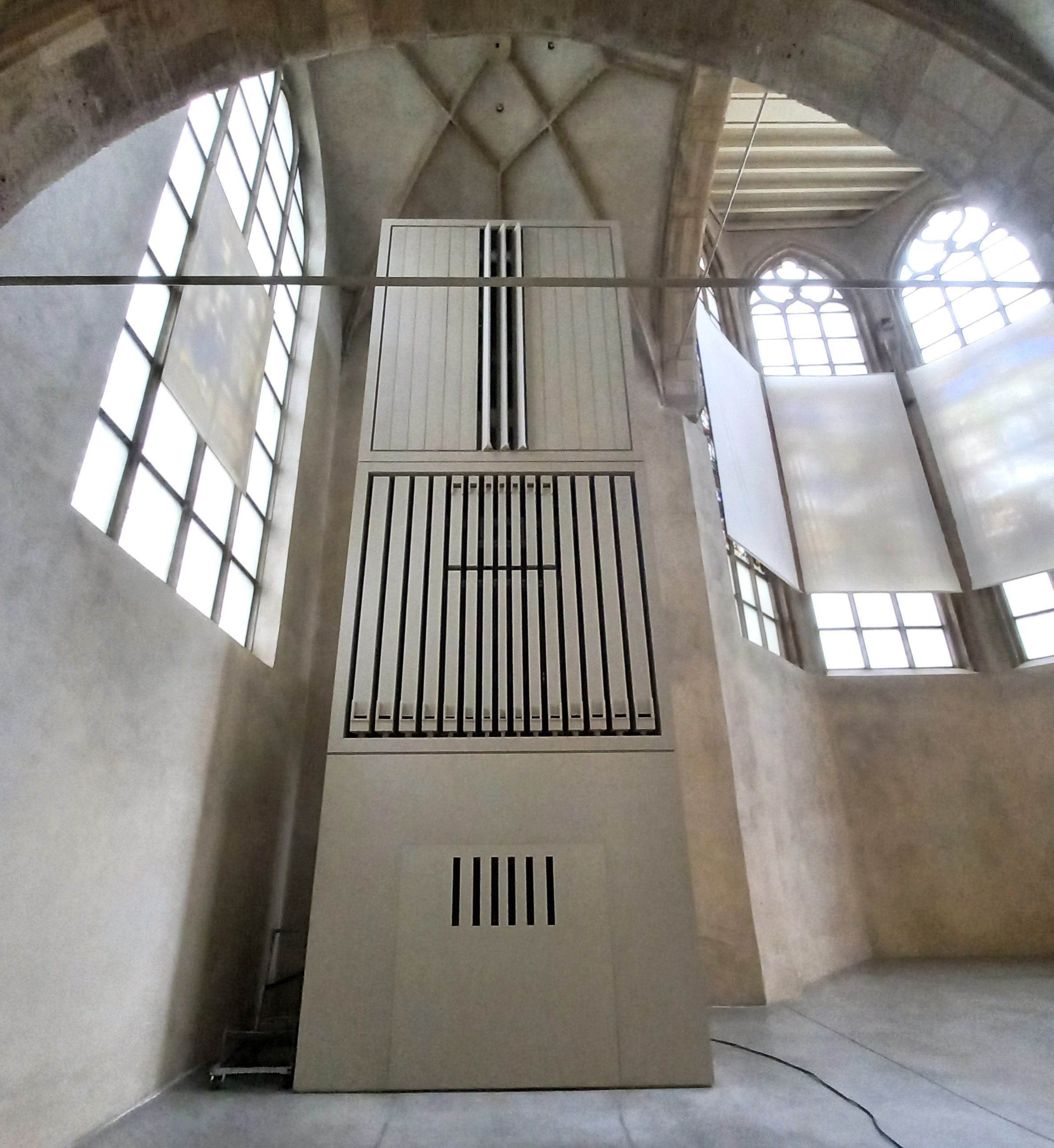
Chororgel (2008)

#### Chororgel
Die Chororgel steht im nördlichen Seitenschiff und hat derzeit 28 Register. Sie lässt sich nur vom elektrischen Spieltisch der Hauptorgel aus bedienen. Der frühere mechanische Spieltisch wurde 2021 entfernt. In der Chororgel befindet sich ein Teil des Schlagwerks, das vom I. und II. Manual sowie von allen Manualen und vom Pedal der Hauptorgel aus anspielbar ist. Mit Ausnahme des III. Manuals (elektrische Kegellade) stehen die Register auf Schleifladen.
| I. Manual C–g3 |                 |        |
| 54.            | Gedeckt         | 08′    |
| 55.            | Principal       | 04′    |
| 56.            | Blockflöte      | 02′    |
| 56.            | Principal       | 01′    |
| 57.            | Scharff III–IV  | 01′    |
| 58.            | Quinte          | 0 2⁄3′ |
| 59.            | Holzcymbel II 0 | 0 1⁄2′ |
| 60.            | Terz            | 0 2⁄5′ |
| 61.            | Bärpfeife       | 16′    |
| 62.            | Vox humana      | 08′    |
|                | Tremulant       |        |

| II. Manual C–g3 |                   |         |
| 63.             | Gemshorn          | 08′     |
| 64.             | Rohrflöte         | 04′     |
| 65.             | Sesquialtera II 0 | 02 ⁄3′  |
| 66.             | Principal         | 02′     |
| 67.             | Quinte            | 01 2⁄3′ |
| 68.             | Cymbel III        | 0 2⁄3′  |
| 69.             | Musette           | 08’     |
|                 | Tremulant         |         |

| III Schwellwerk C–g3 |                 |     |     |
| 70.                  | Violon          | 16′ |     |
| 71.                  | Geigenprinzipal | 08′ |     |
| 72.                  | Gamba           | 08′ |     |
| 73.                  | Salicional      | 08′ |     |
| 74.                  | Celeste         | 08′ |     |
|                      | Stillgedackt    | 08′ | (v) |
| 75.                  | Geigenprinzipal | 04′ |     |
|                      | Nachthorn       | 04′ | (v) |
| 76.                  | Traversflöte    | 04′ |     |
|                      | Nachthorn       | 02′ | (v) |
|                      | Flageolet       | 02′ | (v) |
| 77.                  | Fagott          | 16′ |     |
| 78.                  | Oboe            | 08′ |     |
|                      | Tremulant       |     |     |

| Pedal C–f1 |                     |         |     |
| 79.        | Gedecktbaß          | 16′     |     |
| 80.        | Pommer              | 08′     |     |
|            | Violon (= Nr. 70)   | 16′     |     |
|            | Violon (aus Nr. 70) | 08′     |     |
|            | Stillgedackt        | 05 1⁄3′ | (v) |
|            | Akkord III          | 04′     | (v) |
|            | Oberton             | 02 ⁄3′  | (v) |
|            | Fagott (aus Nr. 77) | 08′     |     |
|            | Oboe (aus Nr. 78)   | 05 1⁄3′ |     |
|            | Oboe (aus Nr. 78)   | 04′     |     |
|            | Oboe (aus Nr. 78)   | 02′     |     |

| Effektregister            |
| Xylophon (C-c1)           |
| Xylophon permanent        |
| Glockencymbel             |
| Glockencymbel permanent   |
| Bronzeton                 |
| Hahnschrei (c0, e0, gis0) |

- Koppeln: II/I, III/I, III/II, I/P, II/P, III/P
- Anmerkung

(v) = geplantes Register, derzeit vakant

### Glocken
Die Kirche verfügte zwischen dem Anfang des 19. Jahrhunderts und dem Zweiten Weltkrieg über einen Bestand von sechs Glocken. Die drei größeren Glocken im Westturm bildeten das Sonn- und Feiertagsgeläut. Die große Glocke, 1424 von Christian Duisterwalt in Köln gegossen, wurde aus der abgerissenen Kirche St. Mariengraden übernommen. Die 1,25 Meter große und etwa 1200 Kilogramm schwere Glocke war der Gottesmutter geweiht. Die mittlere Glocke im Ton g′ von 109 Zentimetern Durchmesser wurde vom selben Gießer bereits 1416 gegossen, ebenfalls zu Ehren der Gottesmutter. Sie diente auch als Wetterglocke, wie ihre Inschrift bekundet: dvnre in vngeweder verdriuen ich. Auch diese Glocke ist aus St. Marien übernommen worden. Über etwaige Vorgängerinnen der beiden größeren Glocken ist nichts bekannt. Die dritte Glocke von 103 Zentimetern Durchmesser im Ton a′ ist dem Kirchenpatron und Apostel Petrus geweiht. Um ihre Schulter verläuft die auf Kölsch verfasste Inschrift in gotischer Minuskel: ich bin gemat in peters ihre. Sie nennt außerdem das Gussdatum 20. März 1393. Damit gehört die Glocke zu den ältesten datierten weitum. Ein kleines Messglöckchen mit einem Durchmesser von 38 Zentimetern, 1700 von Johann Wickrath in Köln gegossen und dem heiligen Petrus geweiht, war im Dachreiter auf dem Mittelschiffdach aufgehängt. Es wurde zusammen mit den beiden auf der Ostseite des Turmhelms angebrachten Uhrzimbeln, 52 und 43 Zentimeter im Durchmesser, gegossen.
Bis auf die große Glocke und die beiden Uhrglocken haben alle Glocken den Feuersturm des Zweiten Weltkrieges überdauert; sie konnten 1959/60 geschweißt werden. Außerdem wurde die größere der beiden erhaltenen Glocken aus St. Cäcilien, 1560/70 von Derich und Heinrich von Cöllen gegossen, mit in den Turm von St. Peter gehängt, ebenso das verbliebene kleine Meßglöckchen. Im Jahre 2000 wurde für St. Peter die Gabrielsglocke gegossen, in Anlehnung an die gleichnamige verlorene Glocke von St. Cäcilien aus dem Jahre 1493. 2005 wurde des Geläut erneut erweitert: Die bis dahin von St. Cäcilien nach St. Maria in Lyskirchen verliehene Glocke des 14. Jahrhunderts sowie die neu gegossene Gertrudisglocke wurden in den dafür errichteten Holzglockenstuhl gehängt und alle Glocken neben dem herkömmlichen Läuteantrieb mit einer elektrischen Beieranlage ausgerüstet. Die Gertrudisglocke tritt an die Stelle der zerstörten großen Marienglocke von 1424, wenn auch in kleinerer und schlichterer Form, und reflektiert mit der verbliebenen Mariengradener Glocke und der alten Petrusglocke das vormalige dreistimmige Sonn- und Feiertagsgeläut, wie es bis 1945 bestanden hat. Die beiden Uhrzimbeln und der Dachreiter wurden allerdings nicht wiederhergestellt.
Jeden Sonnabend ab 16.45 Uhr wird mit sechs Glocken der Sonntag eingeläutet, zusammen mit den Glocken der Antoniterkirche und von St. Aposteln. Zum Engel des Herrn wird jeden Tag wie folgt geläutet: Zuerst wird die alte Petrusglocke drei Mal zu je drei Schlägen angeschlagen, worauf mit der alten Messglocke ein kurzes Zeichen geläutet wird.
| Nr. | Name, Widmung             | Abb.                | Gießer, Gussort                  | Gussjahr | Durchmesser (mm) | Gewicht (kg) | Schlagton (a′ = 435 Hz) | Provenienz                            |
| 1   | Gertrud                   | Gertrudisglocke     | Petit & Gebr. Edelbrock, Gescher | 2005     | 1120             | 758          | f′ –5/16                |                                       |
| 2   | Maria                     | Marienglocke        | Christian Duisterwalt, Köln      | 1416     | 1090             | ca. 800      | g′ –8/16                | St. Maria ad Gradus                   |
| 3   | Petrus                    | Petrusglocke        | anonym                           | 1393     | 1030             | ca. 700      | a′ –3/16                |                                       |
| 4   | Maria                     | Kleine Marienglocke | Derich und Heinrich von Cöllen   | 1560/70  | 990              | ca. 600      | as′ ±0                  | St. Cäcilien                          |
| 5   | Christus                  | Christusglocke      | anonym                           | 14. Jh.  | 870              | ca. 460      | b′ +1/16                | St. Cäcilien, St. Maria in Lyskirchen |
| 6   | Gabriel                   | Gabriel             | Hans August Mark, Brockscheid    | 2000     | 780              | 320          | c″ ±0                   |                                       |
| 7   | Petrus (ehem. Messglocke) | Kleine Petrusglocke | Johann Heinrich Wickrath, Köln   | 1700     | 380              | ca. 40       | ca. es‴                 |                                       |

## Kirchenmusik
Organist an Sankt Peter ist seit Januar 2022 Michael Veltman in der Nachfolge von Dominik Susteck (* 1977 in Bochum), der seit Februar 2007 und Peter Bares (* 1936 in Essen; † 2014 in Sinzig-Bad Bodendorf), der seit 1992 das Amt innehatte. Peter Bares wirkte in dieser Zeit als Organist, Komponist und geistiger Vater der außergewöhnlichen Orgeln an Sankt Peter. Im Januar 2007 wurde Peter Bares gemeinsam mit dem Organisten, Komponisten und Professor für Orgel an der staatlichen Hochschule für Musik in Freiburg im Breisgau Zsigmond Szathmáry (* 1939 in Hódmezővásárhely, Ungarn) zum Titularorganisten an Sankt Peter ernannt. An jedem ersten Sonntag im Monat erklingt um 19.30 Uhr die Orgel.
Neben den Improvisationskonzerten erklingen Uraufführungen jüngerer Komponisten Neuer Musik u. a. als „Composer in Residence“ in Zusammenarbeit mit dem Deutschlandfunk wie Niklas Seidl, Samir Odeh-Tamimi, Peter Köszeghy, Martin Schüttler, Christina Cordula Messner, Anna Korsun, Oxana Omelchuk, Simon Rummel, Joana Wozny u. a. im Festival orgel-mixturen. Organist Dominik Susteck spielte zudem Porträts moderner Komponisten u. a. für das Label Wergo ein: John Cage, György Ligeti, Wolfgang Rihm, Karlheinz Stockhausen, Mauricio Kagel, Hans-Joachim Hespos, Gabriel Iranyi, Adriana Hölszky, Jörg Herchet und Gerhard Stäbler. Für zwei Produktionen wurde der Preis der Deutschen Schallplattenkritik vergeben.

## Kirchengemeinde
Die Gemeinde von Sankt Peter wird von Jesuiten geleitet.
- Seit 2017 ist Pater Stephan Ch. Kessler SJ (* 20. Juli 1959 in Bad Ems) Pfarrer an Sankt Peter.
Kessler war nach der Priesterweihe 1991 und der Promotion an der Universität Freiburg von 1992 bis 1997 als Jugendseelsorger und Lehrer am Kolleg St. Blasien tätig. Anschließend war er wissenschaftlicher Assistent bei Karl Suso Frank an der theologischen Fakultät der Universität Freiburg. Ab 2001 war er Ausbildungspräfekt der deutschen Jesuiten in München, von 2005 bis 2016 Regens des überdiözesanen Priesterseminars Sankt Georgen und Dozent der dortigen Hochschule. An Sankt Peter Köln wurde er am 22. Oktober 2017 als Nachfolger von P. Werner Holter SJ eingeführt, dessen Amtszeit zum 1. September 2017 endete.
- 2008–2017: Pater Werner Holter SJ (* 7. Juli 1946 in Haslau, Tschechien)
Holter war zuvor als Lehrer und Superior am Kolleg St. Blasien, als Dozent am Heinrich-Pesch-Haus in Ludwigshafen und als Leiter der Akademiker-Seelsorge in der Diözese Speyer tätig sowie für den Aufbau und der Leitung des Forum A4 in Mannheim verantwortlich. 2008 wurde Pater Holter zunächst zum Leiter der Kölner Karl-Rahner-Akademie bestellt, bevor er nach der Emeritierung von P. Mennekes im August 2008 Pfarrer von Sankt Peter und Rektor der Kunst-Station wurde. Dort führte er u. a. 2014 die Predigtreihe Im Dialog ein, in der bei der Sonntagsmesse ein Dialog zwischen Predigt und Interview geführt wurde. Gesprächspartner waren u. a. als 24. Gast am 19. Juni 2016 der Schriftsteller und Publizist Navid Kermani oder als sein 34. und zugleich letzter Gast am 20. August 2017 der Ministerpräsident des Landes Nordrhein-Westfalen Armin Laschet.
- 1987–2008: Pater Friedhelm Mennekes SJ (* 6. März 1940 in Bottrop)
Mennekes war vor seiner Kölner Tätigkeit von 1980 bis 2008 Professor für Praktische Theologie und Religionssoziologie an der Philosophisch-Theologischen Hochschule Sankt Georgen in Frankfurt am Main und zugleich von 1979 bis 1985 Pfarrer an Sankt Markus im Frankfurter Arbeitervorort Nied. 1979 begann seine Ausstellungstätigkeit, zunächst bis 1985 in Sankt Markus, dann bis 1989 in der Kunst-Station Frankfurt am Main Hbf im Frankfurter Hauptbahnhof. Im Jahre 1989 gründete er die Kunst-Station Sankt Peter als ein Zentrum für zeitgenössische Kunst und Musik. In den Jahren 1997 bis 2000 zeichnete Mennekes für die Konzeption der grundlegenden Innenraumgestaltung von St. Peter verantwortlich.
- 1960 bis 1984: Pater Aloisius Schuh SJ (* 10. Februar 1900 in Trier; † 7. Februar 1984 in Köln)[15]